# 리코 루이스
리코 헨리 마크 루이스(영어: Rico Henry Mark Lewis, 2004년 11월 21일 ~ )는 잉글랜드의 축구 선수로, 현재 잉글랜드 프리미어리그의 맨체스터 시티 FC에서 활약하고 있다. 포지션은 라이트 백, 수비형 미드필더이다.